# Palais de l'Archevêché de Paris
Le palais de l'Archevêché de Paris était la demeure de l'archevêque de Paris avant sa destruction lors d'un mouvement révolutionnaire en 1831. Après sa destruction, l'archevêché de Paris eut son siège dans différentes demeures jusqu'à aujourd'hui. En 1859, sous le Second Empire, il y eut un projet de l'architecte Eugène Viollet-le-Duc de construction d'un nouveau palais à proximité de Notre-Dame de Paris.

## Le palais historique

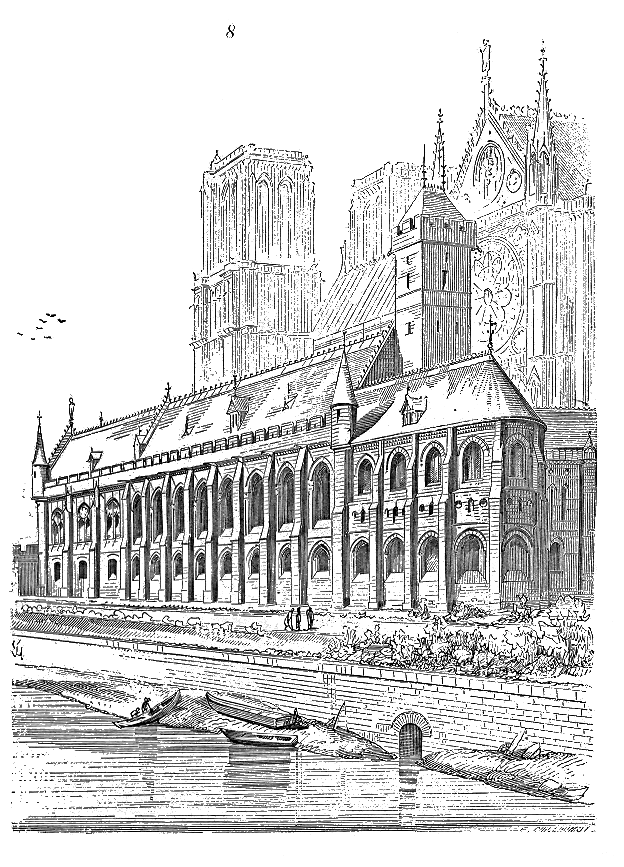
Le palais de l'évêché au Moyen Âge.

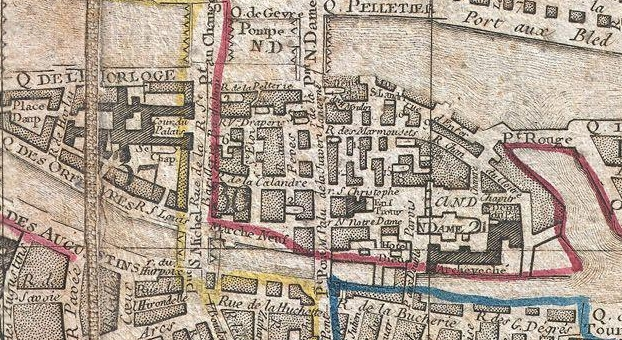
Situation du palais de l'Archevêché en 1797, en sombre au sud-est de l'île de la Cité.

L’archevêché de Paris fut d’abord installé dans un palais à proximité de Notre-Dame de Paris. Construit en même temps que la cathédrale, il fut agrandi et embelli sous les différents évêques et archevêques.
En 1787 Luc-Vincent Thiéry le décrit ainsi : « Ce palais, situé au côté méridional de l’église cathédrale, a son entrée près le passage qui conduit au Pont-au-double. La porte de la première cour est décorée de deux colonnes ioniques, surmontées d'un fronton demi-circulaire. Dans les bâtiments de la droite, sont les salles des Officialités métropolitaine et diocésaine du bailliage de la duché-pairie de l'archevêché de Paris, la Chambre Ecclésiastique du diocèse, et la bibliothèque des avocats. On arrive à la seconde cour par une arcade pratiquée sous le bâtiment du Trésor, qui fait le fond de la première. Ce bâtiment présente une belle façade, tant du côté de la première que du côté de la seconde cour. […] Le palais archiépiscopal forme l'équerre dans cette seconde cour. Il est dans une belle situation, sur le bord de la rivière : sa vue s'étend très loin du côté du levant et est fort agréable. Il doit son agrandissement à différents prélats qui ont gouverné l'Église de Paris, principalement au cardinal de Noailles, qui y a fait faire de grandes augmentations et beaucoup d'embellissements en 1697. Feu M. de Beaumont du Repaire, dernier archevêque, y a fait bâtir, sur les dessins de M. Desmaisons, architecte du Roi et Chevalier de ses Ordres, le grand escalier, ouvrage estimé des connaisseurs. II a fait aussi réparer le principal corps de logis où sont de fort belles salles destinées à recevoir les seigneurs de la Cour, lors des Te Deum, ou autres cérémonies quelconques. Elles sont ornées des portraits des princes de la Maison de France. Le jardin de ce palais archiépiscopal est en terrasse sur la rivière. »
Une des cours du palais de l’Archevêché abrita la prison de l’archevêché qui fut, selon Eusèbe Girault de Saint-Fargeau, l’une des plus anciennes et des plus malsaines de Paris. Elle fut supprimée après les événements de 1789. Le 15 octobre, Juigné, archevêque de Paris demanda un congé et un passeport et se mit en sûreté en Savoie. Le palais devint alors l’habitation du chirurgien en chef de l’Hôtel-Dieu puis, sous la Terreur, hôpital des prisons (voir Hospice de l'Évêché).
Sous l'Empire, Napoléon Ier souhaita installer la Papauté à Paris ; par un décret du 8 novembre 1810, il décida que le palais de l'archevêché de Paris deviendrait celui du pape ; on n'avait cessé d'embellir les alentours depuis le début de l'Empire : destructions des maisons qui s'y adossaient, construction de quais, rénovation de la voirie. Dès la nomination de Fesch à l'archevêché en janvier 1809, le palais épiscopal, alors en mauvais état, avait été l'objet des soins du gouvernement, avec le déblocage d'un crédit de 600 000 francs, qui fut accru en août 1810, sous Maury, de 150 000 francs, notamment pour faire développer le jardin. Un an plus tard, on le remeubla et on l'agrandit, sous la conduite de l'architecte Poyet, l'empereur faisant en outre acheter et abattre de nouvelles maisons pour mieux le dégager pour 500 000 francs,. À l'été 1812, on proclama que le « palais du Pape à Paris » était prêt mais la chute de l'Empire et le refus de Pie VII empêchèrent l'aboutissement du projet.

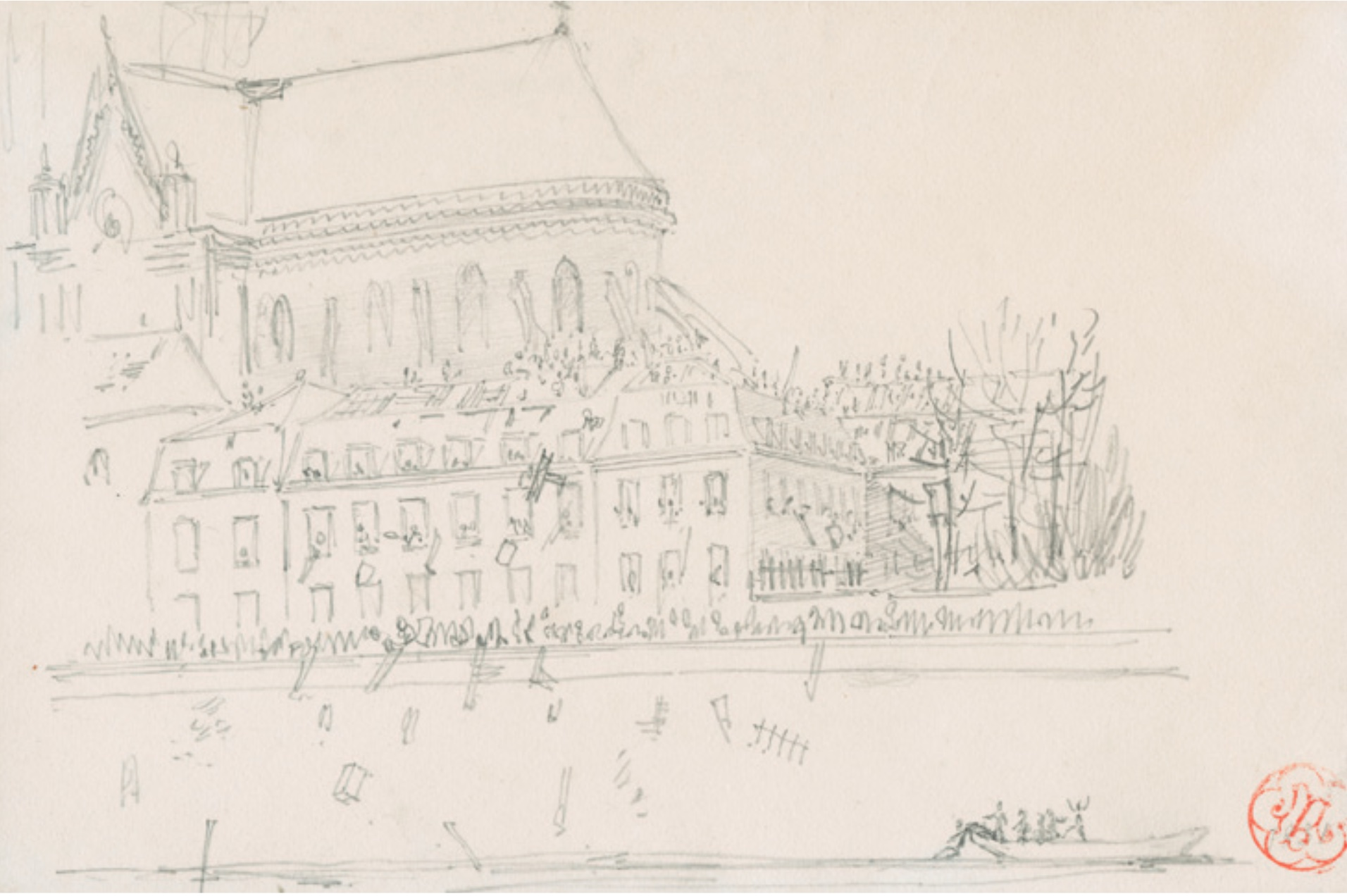
Le sac du palais dessiné par Eugène Viollet-le-Duc en 1831.

L'archevêché de Paris est saccagé le 14 et 15 février 1831 lors d’émeutes républicaines et anticléricales déclenchées par une messe organisée pour commémorer l'assassinat de Charles-Ferdinand d'Artois. Laissé en ruine, le palais est démoli quelques années plus tard. Le pont de l’Archevêché et le quai de l’Archevêché perpétuent le souvenir de cet ancien archevêché, ainsi que le square de l’Archevêché avant qu’il ne devienne le square Jean-XXIII.

## Les nouveaux sites de l'archevêché de 1831 à 2013
- Après ce saccage, l’État loua de 1840 à 1849 l’hôtel de Chenizot[10] sis 51, rue Saint-Louis-en-l’Île, dans l’île Saint-Louis. C’est dans cet archevêché que les Parisiens défilèrent devant la dépouille de Denys Affre, mortellement blessé devant une barricade.
- En 1849, l’archevêché s’installa en l’hôtel du Châtelet sis 127, rue de Grenelle pour y rester jusqu’en 1906[11] (loi de séparation des Églises et de l’État).
- Sous le Second Empire, Eugène Viollet-le-Duc proposa l’édification d’un palais de l’Archevêché de Paris dans la partie nord-est de l’île de la Cité[12].
- Après avoir eu pendant vingt ans ses bureaux rue de la Ville-l'Évêque dans le 8e arrondissement (siège de Free actuellement), à l’été 2013, le siège administratif de l’archevêché est installé au 10, rue du Cloître-Notre-Dame, sur l’île de la Cité, face à la cathédrale Notre-Dame de Paris. La résidence de l’archevêque, provisoire dans différentes locations à la suite de la loi de séparation des Églises et de l'État, s’est fixée en 1924 rue Barbet-de-Jouy dans le 7e arrondissement de Paris[13].

## Le projet de Viollet-le-Duc

### Emplacement

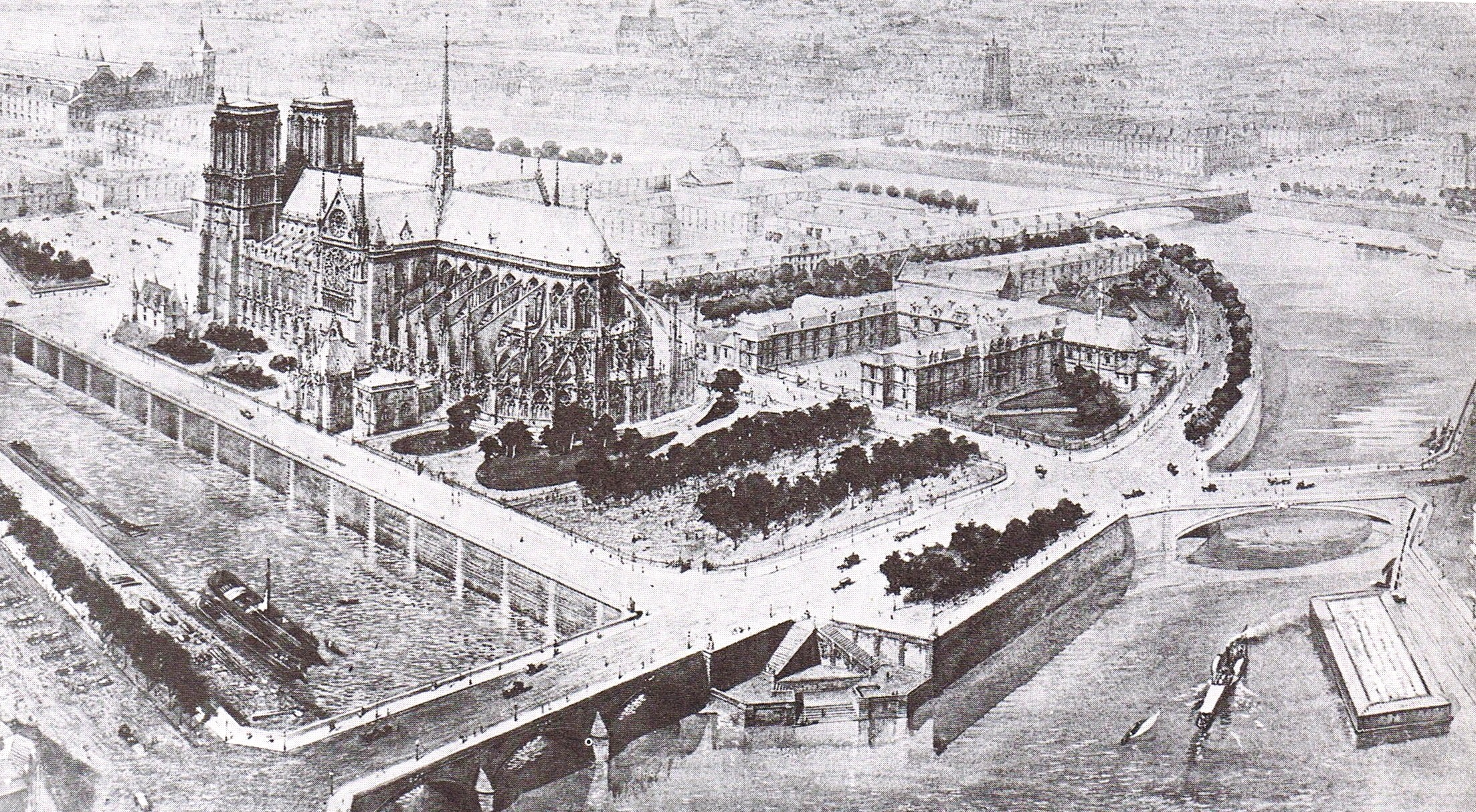
Projet de palais de l'Archevêché de Paris par Eugène Viollet-le-Duc.

L'intention d'Eugène Viollet-le-Duc était d'occuper la partie nord-est de l'Île de la Cité, c'est-à-dire l'ancien cloître Notre-Dame, quartier réservé aux chanoines depuis le Moyen Âge. L'Île de la Cité était totalement bouleversée par les travaux entrepris par le baron Haussmann qui y construisit de nombreux bâtiments officiels. Les différents bâtiments du projet d'Eugène Viollet-le-Duc étaient répartis entre cours et jardins.

### Finalité
Il s'agissait d'édifier un vaste ensemble de bâtiments qui eussent été affectés à l'archevêché et à la maîtrise ainsi qu'à un petit et à un grand séminaire. Eugène Viollet-le-Duc de rassembler à proximité de la cathédrale les principales institutions religieuses de Paris ainsi que la résidence de l'archevêque.

### Style
Le style retenu pour la plupart des bâtiments était le style classique. Peu élevé, le palais archiépiscopal était établi en bordure de la rue du cloître-Notre-Dame. Il n'aurait comporté qu'un rez-de-chaussée surmonté d'un unique étage doté d'un toit mansardé avec des lucarnes. À l'est, une chapelle néo-médiévale pourvue d'un clocheton et au-dessus des corps de logis néo-classiques, un comble plus élevé. Eugène Viollet-le-Duc voulait édifier le palais de l'archevêché tel que Paris aurait pu l'hériter des siècles passés.